# L'orgoglio di un figlio
L' orgoglio di un figlio (The Twilight of the Golds) è un film televisivo del 1996 diretto da Ross Kagan Marks. Il film è tratto da un’opera teatrale omonima di Jonathan Tolins (ma con un finale differente).

## Trama
Suzanne Stein è incinta di un figlio che il marito Rob, genetista di professione, sotto l’incitamento del suo capo ha voluto far esaminare per mettere in pratica i loro studi genetici. Il feto è risultato sano al 100% tranne per la presenza di un gene che, secondo le loro teorie, predispone all’omosessualità. La cosa mette tutti in allarme, anche David, il fratello gay di Suzanne e i loro genitori Walter e Phyllis che non sono ancora riusciti ad accettare l’omosessualità del loro figlio David. Il problema è quanto sia giusto mettere al mondo un figlio gay in una società omofoba. Anche David, che prova ogni giorno sulla sua pelle le difficoltà e le umiliazioni per essere gay, si pone il problema e inizialmente non sa come rispondere (se Suzanne debba abortire o meno). Rob, il futuro padre, desidera un figlio ‘normale’ e non se la sente di affrontare i pregiudizi di amici e vicini. La decisione infine verrà presa da Suzanne con l’aiuto del fratello David.

## Produzione
Il film ha avuto un budget stimato di 3 milioni di dollari americani.

## Accoglienza

### Critica
Il film ha ottenuto una media positiva di recensioni del 43% su l'aggregatore di recensioni Rotten Tomatoes (su un totale di 7 recensioni) con un voto medio di 5.5/10. Su IMDb il film ha una valutazione di 6,8/10.

## Riconoscimenti

### Premi

#### Vinti
- Satellite Award per la miglior attrice in una mini-serie o film per la televisione (1998)

#### Candidature
- Screen Actors Guild Award alla migliore attrice in un film tv o una miniserie (1998)
- CableACE award per la migliore attrice in un film o in una miniserie (1997)
- GLAAD Media Awards al miglior film TV o miniserie (1998)
- Humanitas Prize per PBS/Cable Category (1997)